# 庫佩瓦哈 (盧布尼區)
49°57′53″N 33°5′15″E / 49.96472°N 33.08750°E
庫佩瓦哈（烏克蘭語：Куп'єваха），是烏克蘭的村落，位於該國中部波爾塔瓦州，由盧布尼區負責管轄，處於蘇拉河右岸，分別距離沃伊尼哈1公里和捷爾尼夫希納2公里，海拔高度86米，2001年人口129。